# Prerafaeliti
Bratstvo prerafaelita, čiji su se najraniji radovi prepoznavali po tajanstvenim inicijalima PRB, bila je slikarska družba snovana 1848. U Londonu. Njezini glavni članovi bili su William Holman Hunt, John Everett Millais i Dante Gabriel Rossetti, a najstariji među njima, Hunt, imao je tek 21 godinu. Kao skupina, Bratstvo je potrajalo nešto dulje od desetljeća, ali poticaj koji je dalo vodećoj viktorijanskoj umjetnosti, usmjerivši je novim smjerom, trajao je do ranih godina dvadesetoga stoljeća.
Sve dok joj Bratstvo nije dalo svoje obilježje, britanska je umjetnost bila pod vrlo snažnim utjecajem Kraljevske akademije (Royal Academy), osnovane u prvim godinama kraljevanja Đure III. i njezina prvoga predsjednika Joshue Reynoldsa. Usprkos djelima poput Turnerovih i Constableovih, stil slikanja koji je podupirala Kraljevska akademija slijedio je stil starih majstora, s obilatom uporabom smeđe boje. Trojica mladih prerafaelita namjerno su postavila izazov ustaljenim umjetničkim gledištima, sastavivši manifest o svojim namjerama i objavivši ga u četiri broja časopisa The Germ (Klica). Slikali su izravno iz prirode, s objektivnom vjernošću i originalnim idejama, pokazujući sklonost prema onome što je bilo otvoreno i srdačno u umjetnosti iz prošlosti – posebno umjetnosti prije Rafaela.
Kako bi revnosno oponašali velike talijanske slikare koji su prethodili Rafaelu, slikari Bratstva pomno su proučavali boje u prirodi, reproducirajući ih kao jarke i jasne i pretvarajući ih u vlažnu, bijelu temeljnu boju. Išli su neumjereno daleko u traženju pravih uzoraka za okolicu i ljude na svojim slikama. U želji da slikaju izvorne, duboko značajne teme okrenuli su se Bibliji, tražeći nadahnuće. Među njihovim najznačajnijim ranim radovima bili su Huntovo Svjetlo svijeta i Unajmljeni pastir, Millaisov Krist u roditeljskom domu i dvije Rossetijeve verzije na temu Blagovijesti.
U početku su kritičari, uključujući i Dickensa, bili prema njima neprijateljski raspoloženi. Nije im se sviđao realizam koji je Kristova poočima prikazivao kao radnika, a Djevicu kao običnu mladu djevojku. Na pripadnike grupe PRB gledalo se kao na one koji sebe smatraju boljima od Rafaela; članovi Bratstva također su bili osumnjičeni za sklonost u Rimu (to je bilo razdoblje Oxfordskog pokreta). Ali veliki kritičar John Ruskin snažno ih je branio i mladi slikari uskoro su stekli podupiratelje, posebno među sve bogatijim srednjim staležom iz Midlandsa i sjevera Engleske.
Visoka načela Bratstva uskoro su se pokazala nedostatnima da bi zadugo zadržala zanimanje plodne mašte Rossetija i nemirne vještine Millaisa. Samo je Hunt ostao vjeran idealima Bratstva. Ostala dvojica razvila su se u drugim smjerovima, Shakespearovim drama i drugih izvora koji su postali popularni s pojavom romantičarskoga pokreta početkom 19. stoljeća.